# Кунья, Ана Марсела
Ана Марсела Жезус Соарес да Кунья (порт.-браз. Ana Marcela Jesus Soares da Cunha; род. 23 марта 1992, Салвадор) — бразильская пловчиха, специализирующаяся в плавании на открытой воде. Олимпийская чемпионка 2020 года, 7-кратная чемпионка мира, многократная победительница Южноамериканских игр.

## Карьера

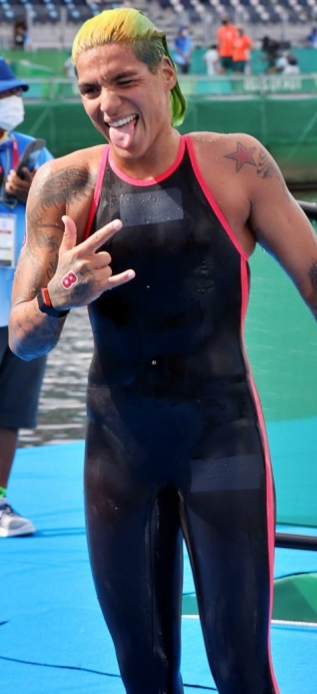
Кунья после победы на Олимпийских играх 2020 года

Ана Марсела Кунья заявила о себе в юном возрасте и всего в 14 лет стала двукратной чемпионкой Южноамериканских игр, выиграв в Буэнос-Айресе дистанции 5 и 10 км.
В 2008 году Кунья квалифицировалась на Олимпиаду, где выступила в 10-километровом марафонском заплыве. Несмотря на то, что 16-летняя бразильянка была самой младшей спортсменкой в этом заплыве, она смогла показать достойный результат, финишировав на пятой позиции в девяти секундах от победившей Ларисы Ильченко.
На чемпионате мира в Риме Ана Марсела стала на дистанции 10 км лишь 22-й. Зато спустя год она выиграла Кубок мира по плаванию на открытой воде и была признана международной федерацией лучшей пловчихой года на открытой воде.
В 2011 году на первенстве мира в Шанхае бразильянка выиграла сверхмарафонскую дистанцию 25 км с результатом 5:29.22,9. Несмотря на этот успех она не квалифицировалась на Игры в Лондоне, став на олимпийской дистанции 10 км лишь одиннадцатой (тогда как олимпийскую лицензию получали только лучшие 10 спортсменок). В 2012 году Кунья приняла решение не участвовать в олимпийских отборах, а сосредоточиться на Кубке мира, который она выиграла второй раз, но пропустила Олимпиаду.
На чемпионате мира 2013 года в Барселоне Кунья завоевала две медали: на дистанции 10 км она финишировала второй, а на дистанции в два раза короче завоевала бронзу. Также бразильянка предпринимала попытку защиты чемпионского звания в сверхмарафоне, но осталась там без медали, финишировав четвёртой.
Также не осталась без медалей Кунья и на первенстве мира в Казани. В заплыве на 10 км она выиграла бронзу, а потом в составе сборной Бразилии завоевала серебро в командной гонке на 5 км. На последней в рамках чемпионата дистанции 25 км бразильянка финишировала первой, собрав таким образом полный комплект наград казанского чемпионата мира.
В 2017 году бразильянка отлично выступила на чемпионате мира в Будапеште: Ана Марсела снова выиграла три медали. На дистанции 10 км она стала бронзовым призёром, на 5 км она показала такой же результат, а в заплыве на 25 км бразильской пловчихе не было равных — она стала трехкратной чемпионкой мира на этой дистанции.
На чемпионате мира 2019 года выиграла два золота — на дистанциях 5 и 25 км.
На Олимпийских играх 2020 года в Токио выиграла золото на дистанции 10 км, опередив на финише олимпийскую чемпионку 2016 года Шарон ван Раувендал.
На чемпионате мира 2022 года в Будапеште стала первой на дистанциях 5 и 25 км, а также третьей на дистанции 10 км. На чемпионате мира 2023 года в Фукуоке завоевала бронзу на дистанции 5 км (заплыв на 25 км не проводился).